# Риза Нур
Риза Нур (тур. Rıza Nur; 30 серпня 1879, Сіноп — 8 вересня 1942, Стамбул) — османський і турецький хірург, політик, письменник та дипломат.

## Життєпис
Після закінчення військово-медичної школи працював хірургом у військовому шпиталі Гюльхане, з 1907 року викладав в тій же військово-медичній школі, яку раніше закінчив. Незадовго до цього Риза Нур був відправлений на кордон з Болгарією, його завданням була перевірка квітів, що ввозяться в Османську імперію, які, як вважав султан, заражені небезпечними вірусами. Ця робота, а також той факт, що влада не надала Ризі Нуру мікроскоп, а також інші наукові інструменти, привели його до думки, що правління Абдул-Хаміда II робить країну відсталою і корумпованою, що неминуче призведе її до занепаду.
Також приблизно в цей період мало місце те, що згодом Риза в своїх мемуарах назве «пригодами». Двічі йому довелося зіткнутися з гонореєю, цей досвід, втім, допоміг Ризі написати видану в 1907 році книгу «Захист від венеричних захворювань».
Після введення в країні конституційної монархії зайнявся політикою, але незабаром у нього стався конфлікт з партією «Єднання і прогрес». Внаслідок цього Риза потрапив до в'язниці, після виходу з неї йому довелося покинути країну. Після закінчення Першої світової війни підтримував ідею оголошення Туреччини мандатною територією США, так як вважав, що Туреччині для процвітання потрібний сильний союзник.
У 1919 році повернувся до Туреччини. Брав участь в організації Великих національних зборів Туреччини. Обіймав посади міністра освіти і міністра охорони здоров'я. Входив до складу турецької делегації, яка підписала з РРФСР у 1921 році договір, представляв інтереси Туреччини на Лозаннській конференції. Більшу частину уряду Туреччини складали колишні члени партії «Єднання і прогрес», в той же час наявність в уряді людей, які раніше виступали проти них, наприклад, Ризи Нура і Ахмета Ферита, дозволяло Ататюрку позиціонувати себе як політика, який може об'єднати навіть колишніх ворогів.
На Лозаннській конференції Риза обіймав посаду помічника голови турецької делегації Ісмет Іненю. Риза запропонував визнати Великі національні збори законним урядом, відмовитися від монархії, але зберегти контроль турецького уряду над халіфатом. На конференції Риза отримав докори від прем'єр-міністра Греції Елефтеріос Венізелос за свою позицію щодо ситуації з понтійськими греками. Також непохитність Ризи щодо ситуації з вірменами привела до того, що югославська делегація заявила, що Риза Нур «починає демонструвати своє роздвоєне копито».
У січні 1922 року в Анкарі було підписано Договір про дружбу і братерство між Українською РСР та Туреччиною. У червні 1922 року у Харкові відбувся обмін ратифікаційними грамотами, для чого туди прибула турецька делегація на чолі з міністром охорони здоров'я Риза Нур-беєм. 
У 1926 році в Ізмірі на Ататюрка було вчинено невдалий замах. Ряд осіб, що звинувачувалися в замаху, в тому числі Мехмет Джавід-бей, були повішені. Попри те, що Риза Нур розходився в поглядах з більшістю засуджених, проте він розкритикував їх страту, оскільки вважав, що були засуджені невинні. Також Риза написав низку статей, в яких стверджувалося, що Ататюрк був алкоголіком. Все це призвело до чергової еміграції, в 1926 році Риза покинув Туреччину. Він повернувся лише після смерті Ататюрка. З 1942 року видавав журнал «Танридаги» (тур. Tanrıdağı), в якому пропагувалися ідеї пантуранізму і пантюркізма. Назва журналу є відсиланням до гір Тянь-Шань в Монголії, в яких жили стародавні тюркські племена.
Крім цього, Риза Нур написав ряд робіт на різні теми, найбільш значною його працею є історія Туреччини в 14 томах.
Помер у 63 роки. Похований на кладовищі Меркезефенді в Стамбулі.